# Puhovo
Puhovo je naselje u sastavu grada Dugo Selo, u Zagrebačkoj županiji. 
Smješteno je u južnom dijelu Dugog Sela, južno od željezničke pruge Dugo Selo - Novska. Smješteno je najvećim dijelom uz ulicu Bože Huzanića, odnosno županijsku cestu Dugo Selo - Črnec Dugoselski. Naselje je spojeno s Dugim Selom i smatra se njegovim sastavnim dijelom. Ime je dobilo po posjedniku Puh ili po puhovima koji su živjeli u obližnjoj šumi koja se i danas zove Puhovec.

## Stanovništvo
U naselju je živjelo 469 stanovnika po popisu stanovništva iz 2001. godine, u 112 domaćinstava.

Prema popisu stanovništva iz 2011. godine naselje je imalo 710 stanovnika.
| broj stanovnika | 23    | 27    | 41    | 47    | 50    | 67    | 53    | 65    | 66    | 69    | 85    | 88    | 177   | 286   | 469   | 710   | 667   |
|                 | 1857. | 1869. | 1880. | 1890. | 1900. | 1910. | 1921. | 1931. | 1948. | 1953. | 1961. | 1971. | 1981. | 1991. | 2001. | 2011. | 2021. |